# Рој Дипи
Рој Дипи (фр. Roy Dupuis, IPA:, рођен као Рој Мишел Жозеф Дипи фр. Roy Michel Joseph Dupuis; Њу Лискард, 21. април 1963), је канадски глумац, најпознатији по улози Мајкла Самјуела, припадника антитерористичке јединице, у ТВ серији Никита. У англофонској Канади се прославио улогом хокејашке легенде Мориса Ришара у ТВ серији и играном филму. Такође је глумио и у другим филмовима и серијама на енглеском језику, попут Вриштавци. Рођен је у франкофонској породици. Отац Роа (фр. Roi) је био трговачки путник, а мајка Рина (фр. Rina) учитељица клавира.